# Lapiedra martinezii
Lapiedra es un género monotípico de plantas herbáceas, perennes y bulbosas perteneciente a la familia Amaryllidaceae. Comprende una única especie: Lapiedra martinezii, conocida comúnmente como flor de la estrella o narciso. Es endémica del sur y sudeste de España y norte de Marruecos.

## Descripción
Es una hierba bulbosa, con bulbos tunicados, glabras. Tallos escaposos, macizos. Hojas lineares, planas, con una banda longitudinal blanca en la zona central de la cara superior, todas basales, envainantes, sin peciolo. Inflorescencia umbeliforme, con una espata basal formada por 2 brácteas, persistentes. Flores actinomorfas, estrelladas, más o menos erectas, pediceladas, sin bractéolas. Perianto formado por 6 tépalos apenas soldados en la base, subiguales, lanceolados, sin corona. Filamentos estaminales insertos en un anillo basal; anteras sagitadas en la base, basifijas, con dehiscencia longitudinal. ovario elipsoide, pedicelado; estilo alargado, filiforme; estigma entero, no diferenciado. Fruto en cápsula subglobosa, algo deprimida en la parte apical, loculicida. Semillas de subglobosas a piriformes, sin estrofíolo, negruzcas.

## Taxonomía
Lapiedra martinezii fue creada y descrita por el botánico español, Mariano Lagasca y Segura y publicado en Genera et species plantarum, p. 14 Archivado el 4 de enero de 2014 en Wayback Machine., en el año 1816.
Sinonimia
- Crinum martinezii (Lag.) Spreng., 1825
- Lapiedra placiana Herb., 1837[3]